# Johanna Merck
Johanna Merck (auch: Johanne Marie Elisabethe Merk) geborene Elisabeth Neubauer (geboren 1733; gestorben am 5. November 1773) war eine deutsche Dichterin. Sie wurde als deutsche Sappho bezeichnet.

## Biografie
Sie war die Tochter eines nach Gießen berufenen Theologen und verlor 1748 ihren Vater, 1760 heiratete sie den Alsfelder Amtsphysicus Franz Christian Merck, einen weitläufigen Verwandten Goethes, und wurde Mitglied der Teutschen Gesellschaft in Göttingen. 1761 kam ihr Sohn Carl Heinrich Merck zur Welt.
Sie starb am 5. November 1773. Ihr Grab und das von Christiane Merck befindet sich auf dem Alsfelder Friedhof.

## Werke
- Gedichte eines Frauenzimmers. Gedichte. Frankfurt am Main, 1759.
- Gedichte eines Frauenzimmers. Gedichte. Frankfurt am Main, 1760.
- Versuche in prosaischen Stücken. Vier Bände, ab 1763

## Weblink
- Merck, Johanna Maria Elisabetha. Hessische Biografie. (Stand: 6. Juni 2024). In: Landesgeschichtliches Informationssystem Hessen (LAGIS).